# Antonio Alberti (calciatore)
Antonio Alberti (fl. XX secolo) è stato un calciatore italiano, di ruolo centrocampista.

## Carriera
Nella stagione 1923-1924 ha giocato 3 partite in Prima Divisione, la seconda serie dell'epoca, con lo Spezia; l'anno seguente ha invece giocato 3 partite in massima serie, sempre con la squadra ligure. In seguito ha giocato anche nella Cremonese nella stagione 1927-1928 e Massese nella stagione 1929-1930.